# Trưng cầu ý dân Nam Phi về apartheid 1992

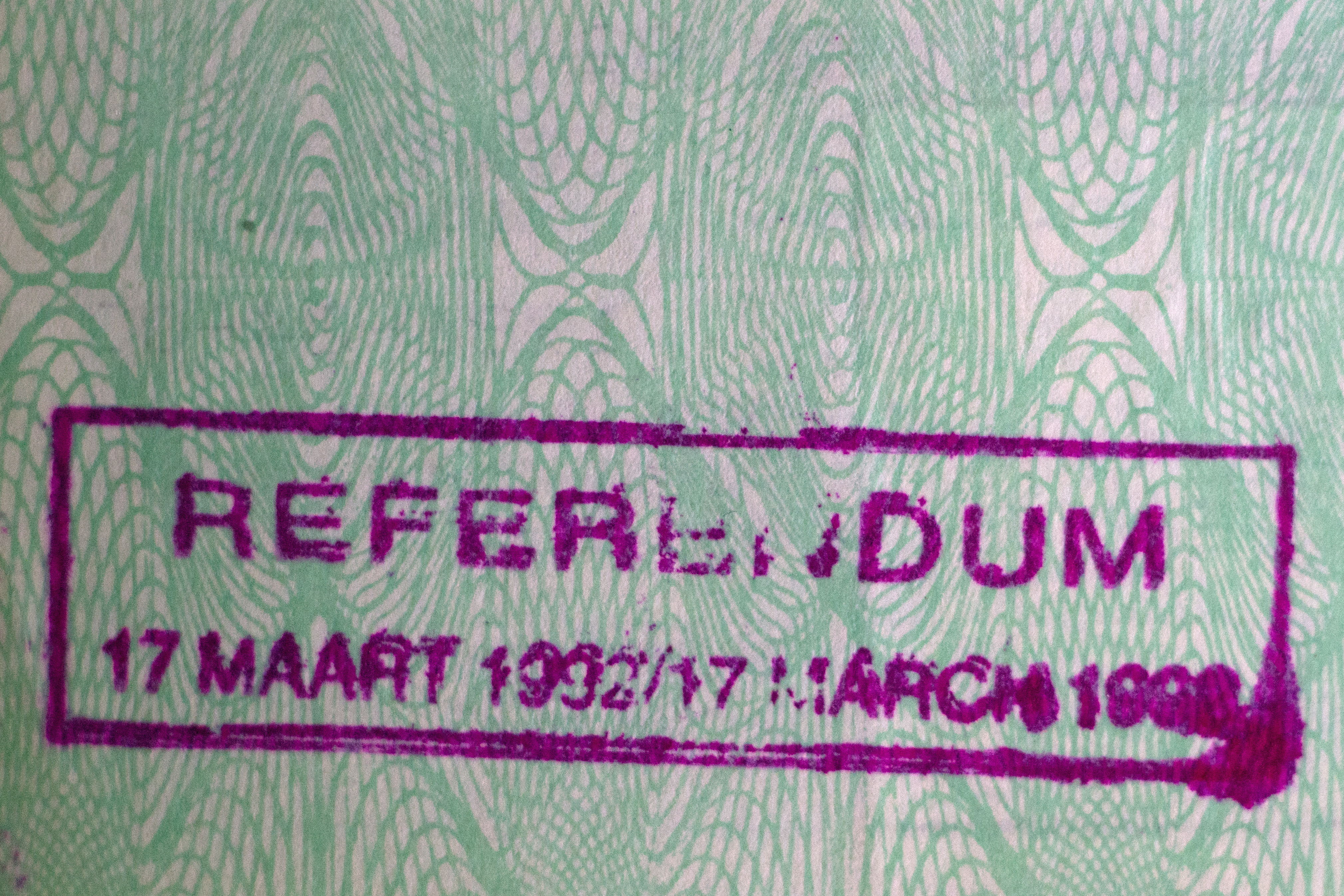
Con dấu trên giấy tờ tùy thân của một người Nam Phi da trắng cho thấy họ đã đi bỏ phiếu trong cuộc trưng cầu ý dân về apartheid vào năm 1992

Một cuộc trưng cầu ý dân về việc chấm dứt apartheid được tổ chức tại Nam Phi vào ngày 17 tháng 3 năm 1992. Nội dung trưng cầu ý dân là quá trình cải cách được Tổng thống Nhà nước Frederik Willem de Klerk khởi xướng từ năm 1990, bao gồm chấm dứt chính sách apartheid được ban hành vào năm 1948. Tuy chỉ người Nam Phi mới được đi bỏ phiếu nhưng kết quả trưng cầu ý dân cho thấy 68,73% cử tri ủng hộ bãi bỏ chính sách apartheid. Cuộc tổng tuyển cử năm 1994 là cuộc bầu cử đầu tiên được tổ chức theo nguyên tắc phổ thông đầu phiếu.

## Khu vực trưng cầu ý dân
Trong cuộc trưng cầu ý dân, Nam Phi được chia thành 15 khu vực bao gồm các đơn vị bầu cử của Hạ viện.
| Tỉnh              | Khu vực          | Số đơn vị bầu cử |               |               |   |
| ----------------- | ---------------- | ---------------- | ------------- | ------------- | - |
| Tỉnh              | Khu vực          | Số đơn vị bầu cử | Cape Province | Beaufort West | 4 |
| Cape Town         | 27               |                  | Cape Province |               |   |
| East London       | 7                |                  | Cape Province |               |   |
| George            | 4                |                  | Cape Province |               |   |
| Kimberley         | 6                |                  | Cape Province |               |   |
| Port Elizabeth    | 8                |                  | Cape Province |               |   |
| Natal             | Durban           | 14               |               |               |   |
| Natal             | Pietermaritzburg | 6                |               |               |   |
| Bang Tự do Orange | Bloemfontein     | 7                |               |               |   |
| Bang Tự do Orange | Kroonstad        | 7                |               |               |   |
| Transvaal         | Germiston        | 13               |               |               |   |
| Transvaal         | Johannesburg     | 21               |               |               |   |
| Transvaal         | Pietersburg      | 5                |               |               |   |
| Transvaal         | Pretoria         | 23               |               |               |   |
| Transvaal         | Roodepoort       | 14               |               |               |   |

## Vận động

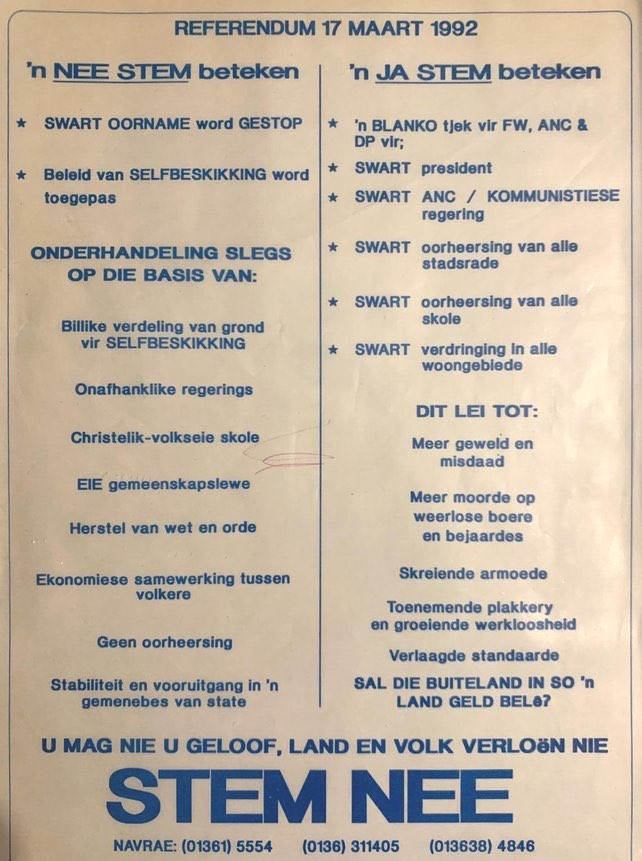
Áp phích kêu gọi bỏ phiếu không đồng ý

Đảng Quốc gia và Đảng Dân chủ vận động cử tri bỏ phiếu đồng ý, trong khi Đảng Bảo thủ vận động cử tri bỏ phiếu không đồng ý. De Klerk nỗ lực xoa dịu và làm suy yếu những đối thủ cánh hữu của ông, những người bảo thủ bảo vệ chế độ apartheid đã tách khỏi Đảng Quốc gia vào thập niên 1980. De Klerk cố gắng thuyết phục cử tri Nam Phi da trắng rằng chính phủ không trao quyền lực cho Đại hội Dân tộc Phi mà đang đàm phán trên cơ sở "chia sẻ quyền lực" và cảnh báo những rằng việc bỏ phiếu "Không đồng ý" sẽ làm cho quốc tế tiếp tục các lệnh trừng phạt, gây nguy cơ nội chiến và làm trầm trọng hơn tình trạng hỗn loạn hơn ở Nam Phi.
De Klerk trả lời báo chí rằng nếu kết quả là đồng ý thì ông sẽ ký kết các thỏa thuận ràng buộc với Đại hội Dân tộc Phi và các lãnh đạo da đen khác mà không cần lấy ý kiến thêm từ cử tri da trắng. Ông tuyên bố sẽ không trưng cầu ý dân lần thứ hai về các thỏa thuận trừ phi chúng khác "đáng kể" so với các cam kết của chính phủ, bao gồm một tuyên ngôn nhân quyền, quyền lực phân lập, một hệ thống tư pháp độc lập và một Quốc hội lưỡng viện.
Phe phản đối đàm phán do Andries Treurnicht lãnh đạo cảnh báo về "sự cai trị của đa số người da đen" và "sự cai trị của Đại hội Dân tộc Phi cộng sản". Đảng Bảo thủ cũng chủ trương người Nam Phi da trắng phải được thực hiện quyền tự quyết. Trong suốt chiến dịch vận độn, phe phản đối bắt đầu ủng hộ thành lập một nhà nước độc lập cho người da trắng, gọi là Volkstaat.
Phe ủng hộ đàm phán có lợi thế đáng kể vì được chính phủ, Đảng Dân chủ, truyền thông, cộng đồng quốc tế và phần lớn các tổ chức thương mại kinh doanh ủng hộ. Trung tâm Nghiên cứu Chiến lược và Quốc tế nhận xét rằng:
Trong chiến dịch trưng cầu ý dân, lợi thế hoàn toàn thuộc về Đảng Quốc gia. Truyền hình và đài phát thanh (ở nhiều nơi trong nước) do chính phủ kiểm soát. Cộng đồng doanh nghiệp quyên tiền và hầu hết các tờ báo đều chiết khấu cho những quảng cáo "có"... Đảng Bảo thủ không có quỹ tương đương và không được chiết khấu không thể sử dụng hiệu quả các phương tiện thông tin đại chúng mà phải dán áp phích để truyền tải thông điệp của mình.

## Kết quả
Bạn có ủng hộ việc tiếp tục quá trình cải cách mà Tổng thống Nhà nước bắt đầu vào ngày 2 tháng 2 năm 1990 nhằm hướng tới việc ban hành Hiến pháp mới thông qua đàm phán không?

| Lựa chọn                                        | Lựa chọn                     | Phiếu bầu | %      |
| ----------------------------------------------- | ---------------------------- | --------- | ------ |
| Đồng ý                                          | Đồng ý                       | 1.924.186 | 68.73  |
| Không đồng ý                                    | Không đồng ý                 | 875.610   | 31.27  |
| Tổng cộng                                       | Tổng cộng                    | 2.799.796 | 100.00 |
|                                                 |                              |           |        |
| Phiếu bầu hợp lệ                                | Phiếu bầu hợp lệ             | 2.799.796 | 99.82  |
| Phiếu bầu không hợp lệ/trống                    | Phiếu bầu không hợp lệ/trống | 5.142     | 0.18   |
| Tổng cộng phiếu bầu                             | Tổng cộng phiếu bầu          | 2.804.938 | 100.00 |
| Cử tri phiếu bầu đã đăng ký                     | Cử tri phiếu bầu đã đăng ký  | 3.296.800 | 85.08  |
| Nguồn: Nohlen, Thibaut, and Krennerich, pp. 828 |                              |           |        |

### Theo khu vực
85% cử tri ở Cape Town và Durban và hơn 57% cử tri ở Pretoria bỏ phiếu đồng ý. Tại Pietersburg ở Bắc Transvaal, một thành trì nông thôn của phe bảo thủ, 57% cử tri bỏ phiếu không đồng ý. Ngay cả ở Kroonstad, một thành trì bảo thủ nơi năm trong số bảy ghế quốc hội được phân bổ do những người vận động không đồng ý nắm giữ, 52% cử tri bỏ phiếu đồng ý.
| Tỉnh              | Khu vực          | Đồng ý  | Đồng ý | Không đồng ý | Không đồng ý | Phiếu hợp lệ |
| Tỉnh              | Khu vực          | Phiếu   | %      | Phiếu        | %            | Phiếu hợp lệ |
| ----------------- | ---------------- | ------- | ------ | ------------ | ------------ | ------------ |
| Mũi Hảo Vọng      | Beaufort West    | 18,941  | 61.62  | 11,798       | 38.38        | 30,739       |
| Mũi Hảo Vọng      | Cape Town        | 355,527 | 84.88  | 63,325       | 15.12        | 418,852      |
| Mũi Hảo Vọng      | East London      | 66,675  | 78.28  | 18,498       | 21.72        | 85,173       |
| Mũi Hảo Vọng      | George           | 40,075  | 65.39  | 21,211       | 34.61        | 61,286       |
| Mũi Hảo Vọng      | Kimberley        | 33,504  | 54.48  | 27,993       | 45.52        | 61,497       |
| Mũi Hảo Vọng      | Port Elizabeth   | 87,216  | 74.46  | 29,909       | 25.54        | 117,125      |
| Natal             | Durban           | 204,371 | 85.03  | 35,975       | 14.97        | 240,346      |
| Natal             | Pietermaritzburg | 66,500  | 75.98  | 21,023       | 24.02        | 87,523       |
| Bang Tự do Orange | Bloemfontein     | 58,066  | 58.60  | 41,017       | 41.40        | 99,083       |
| Bang Tự do Orange | Kroonstad        | 54,531  | 51.54  | 51,279       | 48.46        | 105,810      |
| Transvaal         | Germiston        | 164,025 | 65.38  | 86,844       | 34.62        | 250,869      |
| Transvaal         | Johannesburg     | 324,686 | 78.30  | 89,957       | 21.70        | 414,643      |
| Transvaal         | Pietersburg      | 37,612  | 43.02  | 37,612       | 43.02        | 87,432       |
| Transvaal         | Pretoria         | 287,720 | 57.37  | 213,825      | 42.63        | 501,545      |
| Transvaal         | Roodepoort       | 124,737 | 52.44  | 113,145      | 47.56        | 237,882      |

## Hậu quả
Một ngày sau cuộc trưng cầu ý dân, Tổng thống de Klerk tuyên bố "Hôm nay chúng ta đã khép lại chế độ apartheid". Nelson Mandela cho biết ông "thực sự rất hạnh phúc". Trang nhất của tờ báo Cape Times giật tít "KẾT QUẢ LÀ ĐỒNG Ý".
Liên minh giữa Đảng Bảo thủ và Phong trào Phản kháng Afrikan có thể đã gây tổn hại cho Đảng Bảo thủ và thậm chí còn khiến cử tri đổi ý bỏ phiếu "Đồng ý". Một số thành phần bảo thủ và bảo vệ chế độ apartheid tẩy chay cuộc trưng cầu ý dân nhưng tỷ lệ cử tri đi bỏ phiếu ở mức kỷ lục, đạt trên 96% ở một số khu vực.
De Klerk tuyên bố rằng người da trắng ủng hộ phổ thông đầu phiếu và chính phủ đã được giao trọng trách đàm phán với Đại hội Dân tộc Phi. Ban đầu, Đại hội Dân tộc Phi không chấp nhận cuộc trưng cầu ý dân vì chỉ người da trắng được phép bỏ phiếu nhưng sau cùng ủng hộ bỏ phiếu tán thành vì kết quả không tán thành không chỉ đe dọa quá trình đàm phán mà còn làm tăng thêm sự hỗn loạn chính trị trong nước, bên cạnh đó không có lý do gì để kêu gọi người da trắng phản đối đàm phán.
Các nhóm cánh hữu chỉ trích cuộc trưng cầu ý dân và cáo buộc chính phủ gian lận bầu cử vì vùng đất trung tâm của người Afrikan và các thành phố lớn đều bỏ phiếu đồng ý nhưng không đưa ra được bằng chứng nào. Treurnicht tuyên bố rằng sự tuyên truyền của các phương tiện truyền thông, sự can thiệp của nước ngoài, sức ép của doanh nhân đối với nhân viên và gian lận bầu cử dẫn đến kết quả đồng ý.
Ngày 27 tháng 4 năm 1994, Nam Phi tổ chức cuộc tổng tuyển cử phi chủng tộc đầu tiên, với Đại hội Dân tộc Phi thắng cử áp đảo và Nelson Mandela trở thành Tổng thống da đen đầu tiên của Nam Phi.